# Contea di Pine
La contea di Pine in inglese Pine County è una contea dello Stato del Minnesota, negli Stati Uniti. La popolazione al censimento del 2000 era di 26 530 abitanti. Il capoluogo di contea è Pine City